# Луговий Микита Сергійович
Микита Сергійович Луговий — солдат Збройних Сил України, учасник російсько-української війни, що загинув у ході російського вторгнення в Україну в 2022 році.

## Життєпис
Микита Луговий народився 27 травня 2003 року в Полтаві. Після закінчення 9-ти класів Полтавського ліцею № 13 «Успіх» в 2017 році вступив до Державного ліцею-інтернату з посиленою військово-фізичною підготовкою «Кадетський корпус» ім. І. Г. Харитоненка в Сумах. Після закінчення ліцею служив у Полтаві. З початком повномасштабного російського вторгнення в Україну перебував на передовій у складі 81-ої окремої аеромобільної бригади десантно-штурмових військ ЗСУ. Дмитро Рябич обіймав військову посаду навідника першого десантно-штурмового взводу. Загинув під час масованого обстрілу села Малинівки поблизу міста Гуляйполя Запорізької області 6 травня 2022 року.
Чин прощання із Микитою Луговим та загиблими співслуживцями старшим солдатом Євгенієм Горенком, солдатами Юрій Гапулою, Сергієм Коротченком та Дмитром Рябичем, а також старшим солдатом Євгеном Цукановим й солдатами Олександром Дерієм та Олександром Шинкаренком відбувся 10 травня 2022 року біля Свято-Успенського кафедрального собору Полтави. Поховали загиблого 11 травня 2022 року на Затуринському кладовищі Полтави.
20 січня 2023 року з нагоди Дня Соборності України начальник Полтавської ОВА Дмитро Лунін, народний депутат України Олексій Устенко та перший заступник голови Полтавської обласної ради Олександр Лемешко у Полтавській обласній філармонії вручили ордени «За мужність» родинам полеглих воїнів Микити Лугового, Олександра Шинкаренка, Євгенія Горенка, Сергія Модіна, Максима Фесенка, Олександр Новак та Назарія Діброви.

## Родина
У загиблого залишилася мати. Він єдиний її син.

## Нагороди
- Орден «За мужність» III ступеня (2022, посмертно) — за особисту мужність і самовіддані дії, виявлені у захисті державного суверенітету та територіальної цілісності України, вірність військовій присязі[9].